# Griechischer Pokalsieger (Basketball)
Der Griechische Pokalsieger im Basketball wird in einem Wettbewerb ermittelt, der 
zum ersten Mal 1976 ausgetragen wurde. Bis 1994 fiel die Entscheidung in einem Entscheidungsspiel, für das sich die zwei siegreichen Halbfinalisten qualifiziert hatten. Zwischen 1995 und 2004 wurde dieser Modus geändert und an Stelle eines einzelnen Finales trat ein Final-Four-Turnier, für das sich die vier Sieger der Viertelfinalbegegnungen qualifizieren konnten. 2005 kehrte man zum ursprünglichen Modus ohne ein Final-Four-Turnier zurück, der bis heute noch gültig ist.

## Männer

### Statistik der griechischen Basketballpokalsieger
- Die meisten Pokalsiege als Spieler hat Dimitrios Diamantidis mit zehn Titeln gewinnen. Erfolgreichste Trainer ist Željko Obradović mit sieben Pokalsiegen.
- Der Spieler mit den meisten Finals ist mit zwölf Endspielteilnahmen Dimitrios Diamantidis. Der Trainer mit den meisten Finalteilnahmen ist Željko Obradović (zehn).
- Die meisten Punkte in Finalspielen erzielte Galis mit 243 vor Giannakis mit 157 Zählern.
- Amtierender Rekordpokalsieger, mit 20 von 49 möglichen Titeln, ist die Mannschaft von Panathinaikos Athen.

### Finalspiele
| Jahr | Sieger        | Ergebnis | Finalist          | Halle                                     | Spielort        |
| ---- | ------------- | -------- | ----------------- | ----------------------------------------- | --------------- |
| 1976 | Olympiakos    | 81–69    | AEK               | Klisto Gymnastirio Glyfadas               | Glyfada, Athen  |
| 1977 | Olympiakos    | 103–88   | Panionios         | Panathinaiko-Stadion                      | Athen           |
| 1978 | Olympiakos    | 83–72    | AEK               | Panathinaiko-Stadion                      | Athen           |
| 1979 | Panathinaikos | 79–72    | Olympiakos        | Panathinaiko-Stadion                      | Athen           |
| 1980 | Olympiakos    | 85–80    | AEK               | Panathinaiko-Stadion                      | Athen           |
| 1981 | AEK           | 84–78    | Iraklis           | Klisto Gymnastirio Glyfadas               | Glyfada, Athen  |
| 1982 | Panathinaikos | 65–63    | PAOK              | Alexandreio Melathron                     | Thessaloniki    |
| 1983 | Panathinaikos | 72–62    | Olympiakos        | Klisto Gymnastirio Glyfadas               | Glyfada, Athen  |
| 1984 | PAOK          | 74–70    | Aris              | Alexandreio Melathron                     | Thessaloniki    |
| 1985 | Aris          | 86–70    | Panathinaikos     | Stadion des Friedens und der Freundschaft | Piräus          |
| 1986 | Panathinaikos | 88–78    | Olympiakos        | Stadion des Friedens und der Freundschaft | Piräus          |
| 1987 | Aris          | 110–70   | Panellinios       | Stadion des Friedens und der Freundschaft | Piräus          |
| 1988 | Aris          | 84–71    | AEK               | Stadion des Friedens und der Freundschaft | Piräus          |
| 1989 | Aris          | 91–86    | PAOK              | Alexandreio Melathron                     | Thessaloniki    |
| 1990 | Aris          | 75–62    | PAOK              | Stadion des Friedens und der Freundschaft | Piräus          |
| 1991 | Panionios     | 73–70    | PAOK              | Stadion des Friedens und der Freundschaft | Piräus          |
| 1992 | Aris          | 74–62    | AEK               | Stadion des Friedens und der Freundschaft | Piräus          |
| 1993 | Panathinaikos | 96–89    | Aris              | Stadion des Friedens und der Freundschaft | Piräus          |
| 1994 | Olympiakos    | 63–51    | Iraklis           | Stadion des Friedens und der Freundschaft | Piräus          |
| 1995 | PAOK          | 72–53    | Panionios         | Chalkiopoulio Gymnastirio                 | Lamia           |
| 1996 | Panathinaikos | 85–74    | Iraklis           | Dimitris Tofalos                          | Patras          |
| 1997 | Olympiakos    | 80–78    | Apollon Patras    | OAKA Olympic Indoor Hall                  | Marousi, Athen  |
| 1998 | Aris          | 71–68    | AEK               | Alexandreio Melathron                     | Thessaloniki    |
| 1999 | PAOK          | 71–54    | AEK               | Stadion des Friedens und der Freundschaft | Piräus          |
| 2000 | AEK           | 59–57    | Panathinaikos     | PAOK Sports Arena                         | Thessaloniki    |
| 2001 | AEK           | 66–64    | Panathinaikos     | OAKA Olympic Indoor Hall                  | Marousi, Athen  |
| 2002 | Olympiakos    | 74–66    | Marousi           | Stadion des Friedens und der Freundschaft | Piräus          |
| 2003 | Panathinaikos | 81–76    | Aris              | Gymnastirio Neapolis                      | Larisa          |
| 2004 | Aris          | 73–70    | Olympiakos        | Chalkiopoulio Gymnastirio                 | Lamia           |
| 2005 | Panathinaikos | 72–68    | Aris              | Gymnastirio Lido                          | Heraklion       |
| 2006 | Panathinaikos | 68–57    | Marousi           | Galatsi Olympische Gymnastirio            | Galatsi, Athen  |
| 2007 | Panathinaikos | 87–48    | AGO Rethymnou     | OAKA Olympic Indoor Hall                  | Marousi, Athen  |
| 2008 | Panathinaikos | 81–79    | Olympiakos        | Elliniko Hallenstadion                    | Elliniko, Athen |
| 2009 | Panathinaikos | 80–70    | Olympiakos        | Elliniko Hallenstadion                    | Elliniko, Athen |
| 2010 | Olympiakos    | 68–64    | Panathinaikos     | Elliniko Hallenstadion                    | Elliniko, Athen |
| 2011 | Olympiakos    | 74–68    | Panathinaikos     | Elliniko Hallenstadion                    | Elliniko, Athen |
| 2012 | Panathinaikos | 71–70    | Olympiakos        | Elliniko Hallenstadion                    | Elliniko, Athen |
| 2013 | Panathinaikos | 81–78    | Olympiakos        | Elliniko Hallenstadion                    | Elliniko, Athen |
| 2014 | Panathinaikos | 90–53    | Aris              | Heraklion Indoor Sports Arena             | Heraklion       |
| 2015 | Panathinaikos | 68–53    | Apollon Patras    | OAKA Olympic Indoor Hall                  | Marousi, Athen  |
| 2016 | Panathinaikos | 101–54   | Faros Keratsiniou | OAKA Olympic Indoor Hall                  | Marousi, Athen  |
| 2017 | Panathinaikos | 68–59    | Aris              | Alexandreio Melathron                     | Thessaloniki    |
| 2018 | AEK           | 88–83    | Olympiakos        | Heraklion Hallenstadion                   | Heraklion       |
| 2019 | Panathinaikos | 79–73    | PAOK              | Heraklion Hallenstadion                   | Heraklion       |
| 2020 | AEK           | 61–57    | Promitheas Patras | Heraklion Hallenstadion                   | Heraklion       |
| 2021 | Panathinaikos | 91–79    | Promitheas Patras | OAKA Olympic Indoor Hall                  | Marousi, Athen  |
| 2022 | Olympiakos    | 81–73    | Panathinaikos     | Heraklion Hallenstadion                   | Heraklion       |
| 2023 | Olympiakos    | 83–57    | GS Peristeri      | Heraklion Hallenstadion                   | Heraklion       |
| 2024 | Olympiakos    | 69–58    | Panathinaikos     | Heraklion Hallenstadion                   | Heraklion       |
| 2025 | Panathinaikos | 79–75    | Olympiakos        | Heraklion Hallenstadion                   | Heraklion       |

### Rangliste der Pokalsieger und -finalisten
| Verein               | Sieger | Finalist | Titelgewinne |
| -------------------- | ------ | -------- | --- |
| Panathinaikos        | 21     | 7        | 1979, 1982, 1983, 1986, 1993, 1996, 2003, 2005, 2006, 2007, 2008, 2009, 2012, 2013, 2014, 2015, 2016, 2017, 2019, 2021, 2025 |
| Olympiakos           | 12     | 10       | 1976, 1977, 1978, 1980, 1994, 1997, 2002, 2010, 2011, 2022, 2023, 2024                                                       |
| Aris                 | 8      | 6        | 1985, 1987, 1988, 1989, 1990, 1992, 1998, 2004                                                                               |
| AEK                  | 5      | 7        | 1981, 2000, 2001, 2018, 2020                                                                                                 |
| PAOK                 | 3      | 5        | 1984, 1995, 1999 |
| Panionios            | 1      | 2        | 1991 |
| Iraklis              | –      | 3        | |
| Apollon Patras       | –      | 2        | |
| Marousi              | –      | 2        | |
| 000Promitheas Patras | –      | 2        | |
| Panellinios          | –      | 1        | |
| AGO Rethymnou        | –      | 1        | |
| 000Faros Keratsiniou | –      | 1        | |
| 000GS Peristeri      | –      | 1        | |

## Frauen
Zum ersten Mal wurde der griechische Vereinspokal der Damen im Jahr 1996 ausgetragen. Bis 1999 fiel die Entscheidung in einem Entscheidungsspiel, für welches sich die zwei siegreichen Halbfinalisten qualifizierten hatten. Seit 2000 wurde dieser Modus geändert und an Stelle eines einzelnen Finales trat ein Final-Four-Turnier, für das sich die vier Sieger der Viertelfinalbegegnungen qualifizieren können.

### Statistik der griechischen Basketballpokalsieger
- Olympiakos Piräus 6
- Esperides: 4
- AO Sporting: 3
- Athinaikos Athen: 3
- Panathinaikos Athen: 3
- ANO Glyfadas: 2
- DAS Ano Lioson: 2
- Elliniko: 2
- Thriamvos: 1
- Apollon Kalamarias: 1
- Proteas Voula: 1

### Titelträger
| - 1996: AO Sporting - 1997: Apollon Kalamarias - 1998: Thriamvos - 1999: AO Sporting - 2000: Panathinaikos Athen - 2001: DAS Ano Lioson - 2002: ANO Glyfadas - 2003: ANO Glyfadas - 2004: DAS Ano Lioson - 2005: AO Sporting | - 2006: Esperides - 2007: Esperides - 2008: Esperides - 2009: Esperides - 2010: Athinaikos Athen - 2011: Athinaikos Athen - 2012: Athinaikos Athen - 2013: Proteas Voula - 2014: Elliniko - 2015: Elliniko | - 2016: Olympiakos Piräus - 2017: Olympiakos Piräus - 2018: Olympiakos Piräus - 2019: Olympiakos Piräus - 2020: keine Austragung aufgrund der COVID-19-Pandemie - 2021: keine Austragung aufgrund der COVID-19-Pandemie - 2022: Olympiakos Piräus - 2023: Panathinaikos Athen - 2024: Panathinaikos Athen - 2025: Olympiakos Piräus |